# Halowe Mistrzostwa Europy w Lekkoatletyce 2017 – skok o tyczce mężczyzn
Skok o tyczce mężczyzn – jedna z konkurencji technicznych rozgrywanych podczas halowych lekkoatletycznych mistrzostw Europy w hali Kombank Arena w Belgradzie.

## Terminarz
| Data    | Godzina |       |
| ------- | ------- | ----- |
| 3 marca | 17:00   | Finał |

## Rekordy
|                                        | Zawodnik          | Wynik | Miejsce | Data                |
| -------------------------------------- | ----------------- | ----- | ------- | ------------------- |
| Rekord świata                          | Renaud Lavillenie | 6,16  | Donieck | 15 lutego 2014(dts) |
| Rekord Europy                          | Renaud Lavillenie | 6,16  | Donieck | 15 lutego 2014(dts) |
| Rekord mistrzostw Europy               | Renaud Lavillenie | 6,04  | Praga   | 7 marca 2015(dts)   |
| Najlepszy wynik na świecie w 2017 roku | Piotr Lisek       | 6,00  | Poczdam | 4 lutego 2017(dts)  |
| Najlepszy wynik w Europie w 2017 roku  | Piotr Lisek       | 6,00  | Poczdam | 4 lutego 2017(dts)  |

## Rezultaty
| NR – rekord kraju \| WL – najlepszy tegoroczny wynik na listach światowych \| EL - najlepszy tegoroczny wynik na listach europejskich |
| SB – najlepszy wynik w sezonie \| PB – rekord życiowy                                                                                 |

### Finał
Źródło: .
| Poz. | Zawodnik               | Reprezentacja | 5,35 | 5,50 | 5,60 | 5,70 | 5,75 | 5,80 | 5,85 | 5,90 | Rezultat | Uwagi |
| ---- | ---------------------- | ------------- | ---- | ---- | ---- | ---- | ---- | ---- | ---- | ---- | -------- | ----- |
| 01 ! | Piotr Lisek            | Polska        | o    | o    | o    | o    | x-   | o    | o    | xxx  | 5,85     |       |
| 02 ! | Konstandinos Filipidis | Grecja        | xo   | o    | o    | o    | x-   | xo   | o    | xxx  | 5,85     | NR    |
| 03 ! | Paweł Wojciechowski    | Polska        | o    | o    | o    | xo   | –    | –    | xxo  | xxx  | 5,85     | SB    |
| 4.   | Jan Kudlička           | Czechy        | –    | o    | –    | o    | o    | o    | xxx  |      | 5,80     | SB    |
| 5.   | Raphael Holzdeppe      | Niemcy        | –    | –    | o    | o    | x-   | o    | xxx  |      | 5,80     | SB    |
| 6.   | Axel Chapelle          | Francja       | xo   | o    | xo   | o    | o    | o    | xxx  |      | 5,80     | PB    |
| 7.   | Ivan Horvat            | Chorwacja     | xo   | o    | xo   | o    | o    | xxx  |      |      | 5,75     |       |
| 8.   | Mareks Ārents          | Łotwa         | o    | xo   | o    | xxx  |      |      |      |      | 5,60     | SB    |
| 8.   | Stanley Joseph         | Francja       | o    | xo   | o    | xxx  |      |      |      |      | 5,60     |       |
| 10.  | Kévin Menaldo          | Francja       | –    | o    | xo   | xxx  |      |      |      |      | 5,60     |       |
| 11.  | Emanuil Karalis        | Grecja        | o    | o    | xxx  |      |      |      |      |      | 5,50     |       |
|      | Florian Gaul           | Niemcy        |      |      |      |      |      |      |      |      | DNS      |       |